# Múscul pterigoidal medial
El múscul pterigoidal medial (musculus pterygoideus medialis) o múscul pterigoidal intern (musculus pterygoideus internus) és un múscul que es troba dins la branca de la mandíbula. És curt, gruixut i en forma de quadrilàter. S'insereix en la part superior, sobre la cara interna de l'ala externa de l'apofisis pterigoidal i cobreix tota la fossa pterigoidal i una part de la cara externa de l'ala interna de la apofisis pterigoidal. Per la part inferior, s'insereix a la part interna de l'angle de la branca ascendent de la mandíbula. És elevador de la mandíbula i s'usa en la masticació.

## Imatges

Animació. Posició del múscul pterigoidal medial (en vermell).
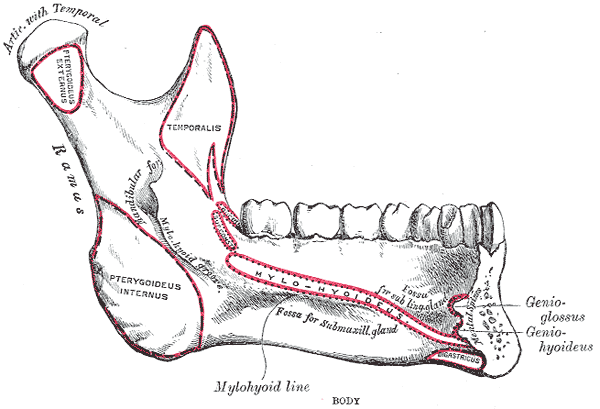
Superfície interna de la mandíbula. Insercions musculars.
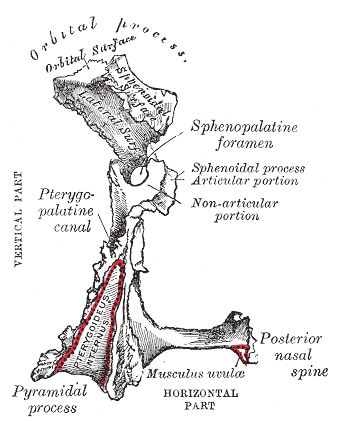
Os palatí esquerre. Cara posterior ampliada.
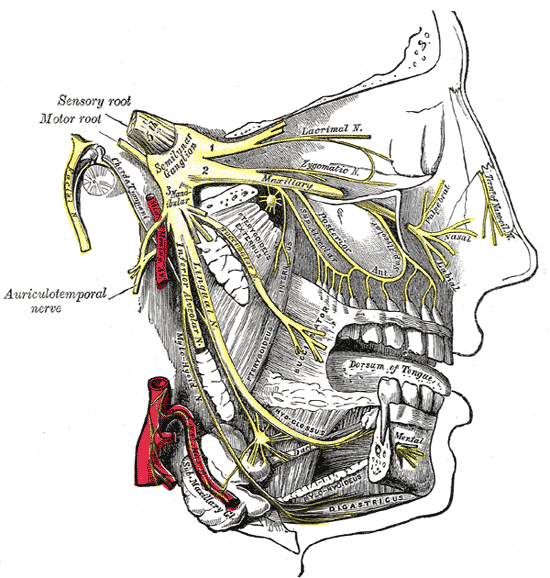
Distribució dels nervis maxil·lar i mandibular, i el gangli submaxil·lar.
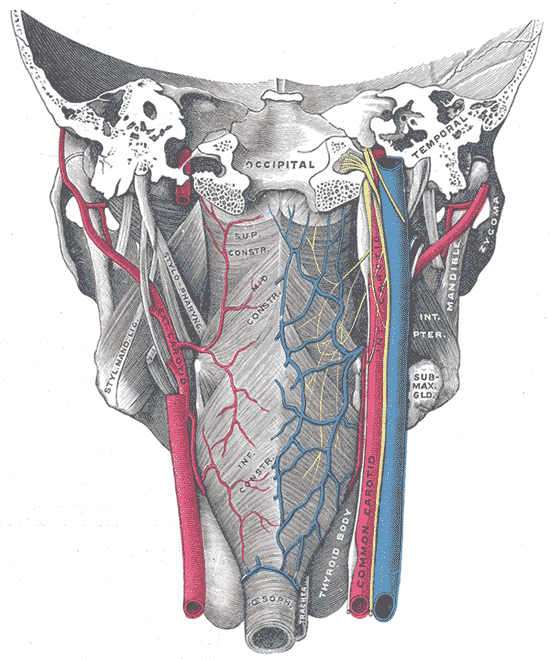
Músculs de la faringe. Vista posterior, amb els vasos i nervis associats.
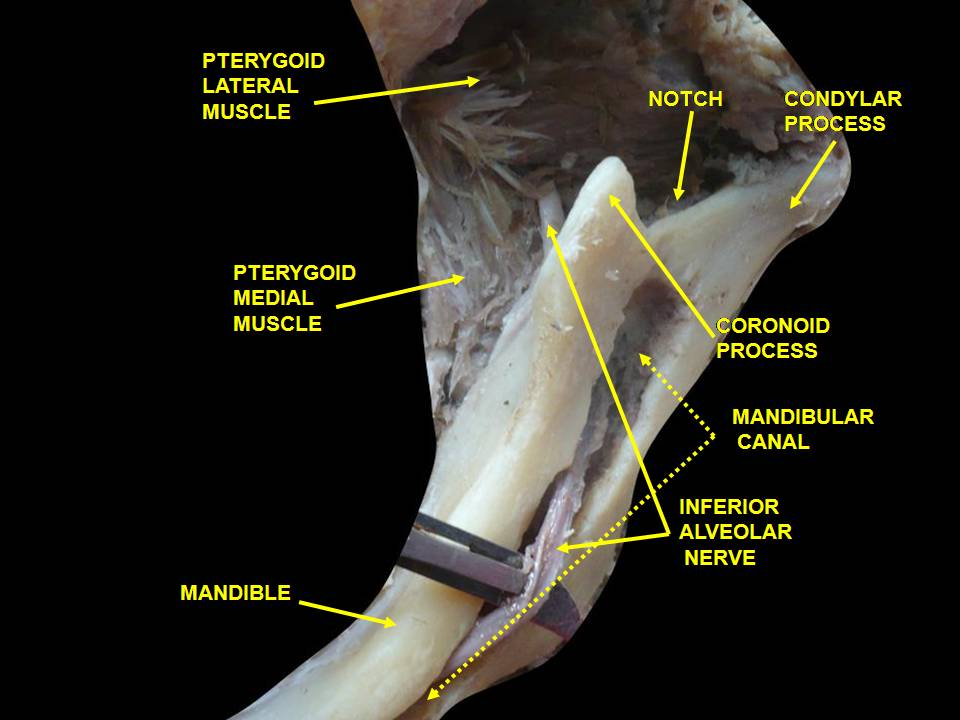
Dissecció profunda on es pot observar el múscul pterigoidal medial.